# Musée du Fram
Le musée du Fram (norvégien : Frammuseet) est un musée ayant pour sujet les expéditions norvégiennes d'exploration polaire. Il se situe sur la péninsule de Bygdøy à Oslo en Norvège, au sein d'une zone abritant également d'autres musées comme le  musée du Kon-Tiki, le musée folklorique norvégien, le musée des navires vikings et le musée de la marine.
Le musée a été inauguré le 20 mai 1936. Il met à l'honneur trois grands explorateurs norvégien Fridtjof Nansen, Otto Sverdrup et Roald Amundsen. Il abrite notamment le Fram, navire construit pour Fridtjof Nansen pour l'expédition Fram et également utilisé par la suite pour les expéditions d'Otto Sverdrup et Roald Amundsen. Il permet notamment aux visiteurs de visiter le navire en montant à son bord. L'intérieur du navire est conservé en l'état original de sa conception. Il présente également un aperçu de la faune de régions polaires comme les ours blancs et les manchots.

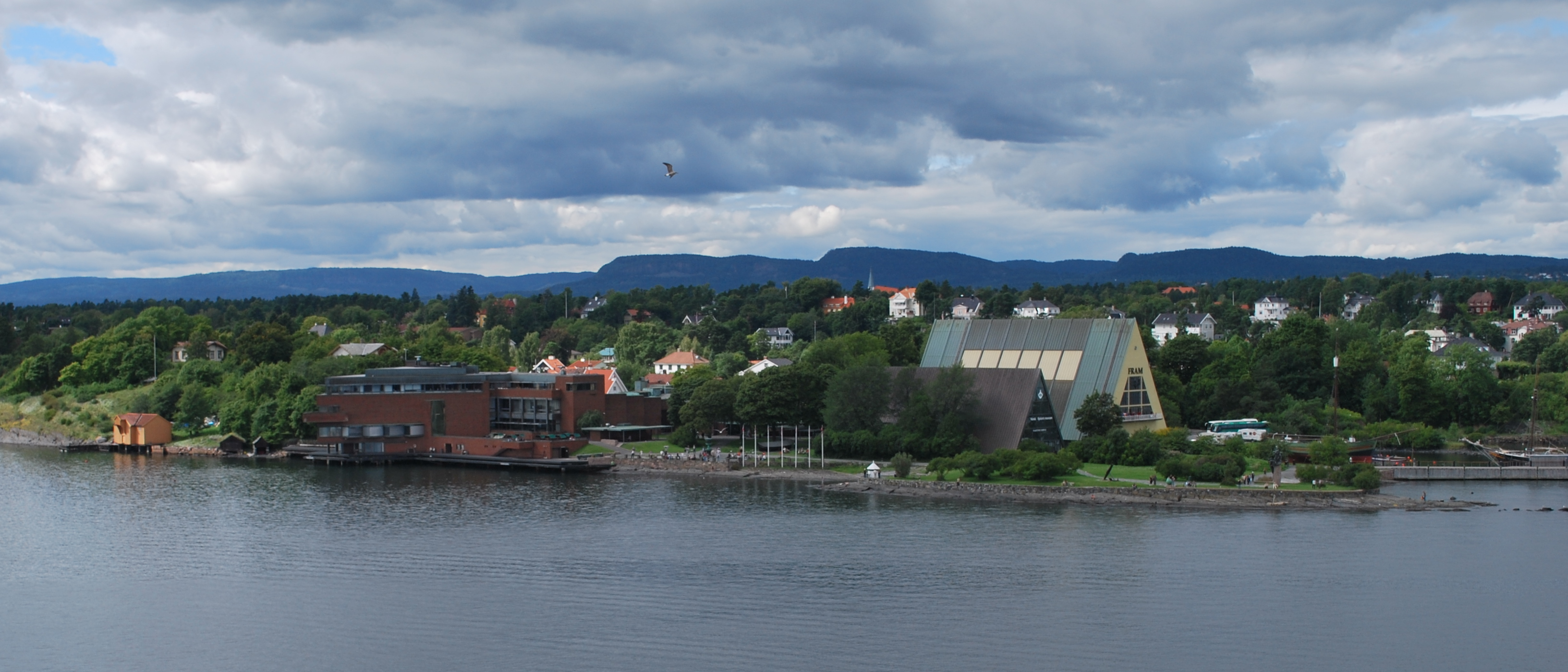
Musée du Fram (à droite) et musée maritime norvégien (à gauche).

## Galerie

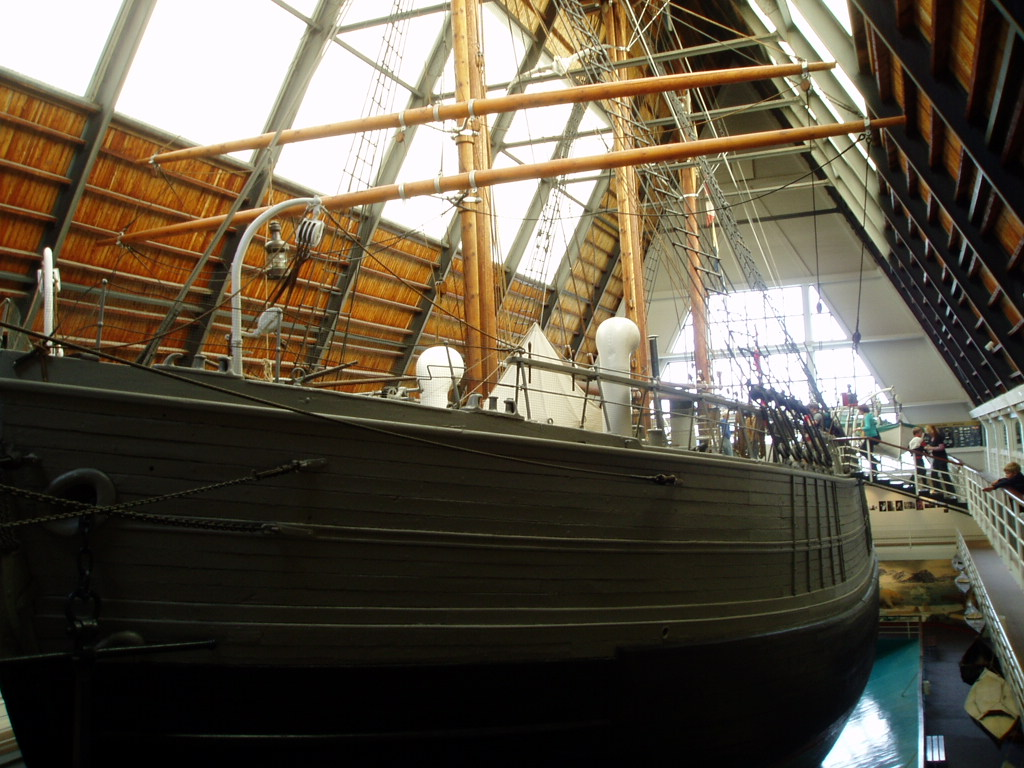
Extérieur du Fram
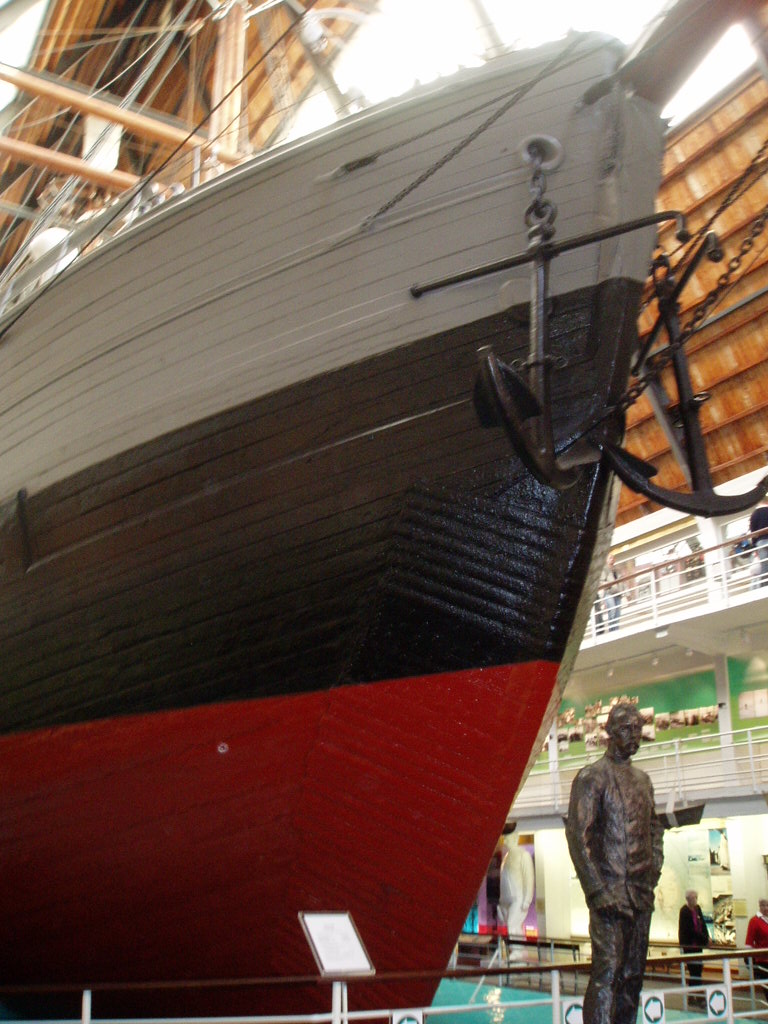
Proue du Fram
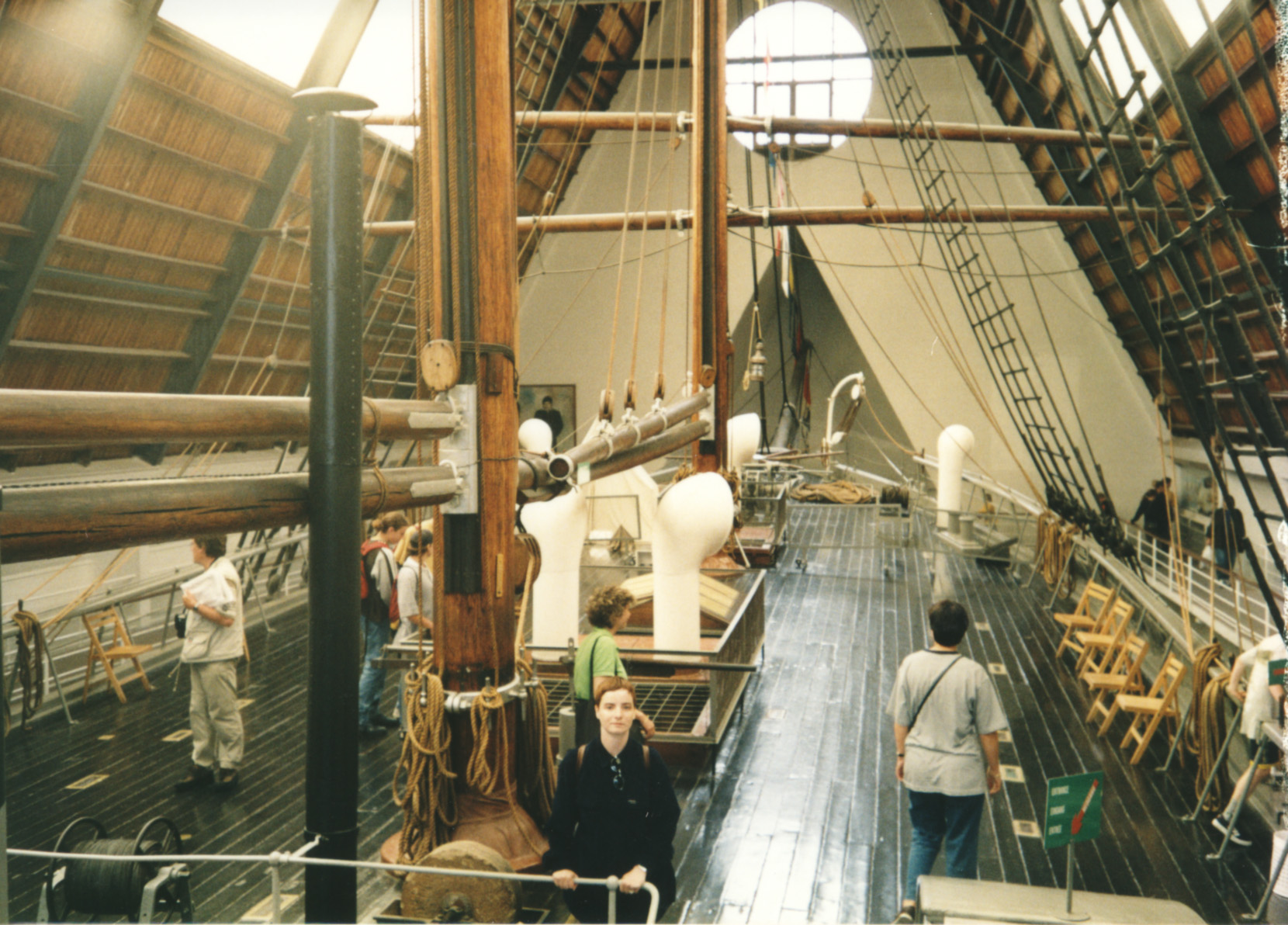
Intérieur du Fram
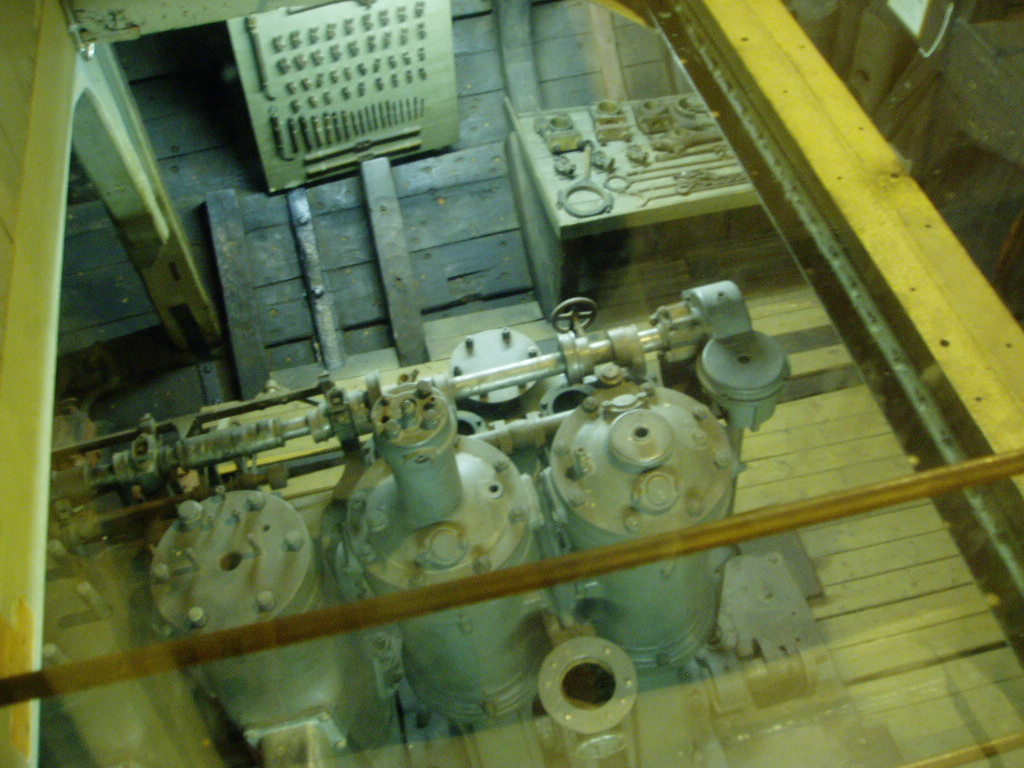
Moteur du Fram